# Jan Wieczorek (lekkoatleta)
Jan Wieczorek (ur. 17 maja 1900 w Wólce Brzezińskiej, zm. 9 marca 1951 w Łodzi) – polski lekkoatleta, mistrz i rekordzista Polski.

## Kariera sportowa
Był wszechstronnym lekkoatletą. Zdobywał mistrzostwo Polski w pięcioboju w 1930, 1931 i 1932, w dziesięcioboju w 1930 i 1932 oraz w biegu na 110 m przez płotki w 1934. Był wicemistrzem Polski w skoku o tyczce w 1928 i 1929, w pięcioboju w 1927, 1933 i 1935 oraz w dziesięcioboju w 1928, 1929, 1931 i 1934, a także brązowym medalistą w skoku o tyczce w 1927 i w biegu na 110 m przez płotki w 1932, 1933 i 1935.
Był również halowym mistrzem Polski w biegu na 50 m przez płotki w 1935, wicemistrzem w skoku w dal w 1935 oraz brązowym medalistą na 50 m przez płotki w 1933 i 1934 oraz w skoku w dal w 1933.
Był rekordzistą Polski w biegu na 110 m przez płotki (15,5 s 14 października 1934 w Wilnie) oraz w pięcioboju (3828,77 p 13 sierpnia 1932 w Wilnie).
W latach 1928–1934 startował w siedmiu meczach reprezentacji Polski (12 startów), bez zwycięstw indywidualnych.
Rekordy życiowe Wieczorka:
| Konkurencja                | Data i miejsce              | Wynik    |
| -------------------------- | --------------------------- | -------- |
| bieg na 60 m               | 24 lipca 1933, Wilno        | 7,0      |
| bieg na 100 m              | 27 sierpnia 1933, Wilno     | 10,9     |
| bieg na 200 m              | 13 sierpnia 1932, Wilno     | 23,4     |
| bieg na 400 m              | 28 maja 1932, Wilno         | 53,2     |
| bieg na 110 m przez płotki | 14 października 1934, Wilno | 15,5     |
| bieg na 400 m przez płotki | 23 września 1928, Grodno    | 60,2     |
| skok o tyczce              | 13 sierpnia 1929, Poznań    | 3,50     |
| skok w dal                 | 13 sierpnia 1932, Wilno     | 7,05     |
| rzut dyskiem               | 11 września 1932, Wilno     | 41,94    |
| rzut oszczepem             | 29 kwietnia 1934, Wilno     | 54,72    |
| pięciobój                  | 23 lipca 1933, Wilno        | 3832,335 |
| dziesięciobój              | 29 maja 1932, Wilno         | 7060,34  |

Był zawodnikiem 3 pułku saperów (1922–1933) i Śmigłego Wilno (1934–1937).
Służył w 3 pułku saperów wileńskich w latach 1922–1939. W stopniu starszego sierżanta brał udział w kampanii wrześniowej. Od 1944 walczył w szeregach Ludowego Wojska Polskiego w 5 Brygadzie Saperów, a później służył w 12 Dywizji Piechoty, dochodząc do stopnia kapitana.
Jego wnuk Jerzy Wieczorek również był znanym lekkoatletą, medalistą mistrzostw Polski i reprezentantem Polski w biegach sprinterskich.

## Ordery i odznaczenia
- Srebrny Krzyż Zasługi (17 stycznia 1939)[6]